# Sergueï Ridzik
Sergueï Ridzik est un skieur acrobatique russe né le 25 octobre 1992. Il a remporté la médaille de bronze de l'épreuve de skicross aux Jeux olympiques d'hiver de 2018.

## Palmarès

### Jeux olympiques
| Épreuve / Édition   | Skicross |
| ------------------- | -------- |
| JO 2018 Pyeongchang | Bronze   |
| JO 2022 Pékin       | Bronze   |

### Championnats du monde
| Épreuve / Édition         | Skicross |
| ------------------------- | -------- |
| Mondiaux 2015 Kreischberg | 15e      |
| Mondiaux 2021 Idre Fjäll  | 30e      |

### Coupe du monde
- Meilleur classement au général : 38e en 2015.
- Meilleur classement skicross : 10e en 2015.
- 3 podiums dont 1 victoire.

#### Différents classements en coupe du monde
| Année/Classement | Année/Classement | Général | Général | Snowboarccross | Snowboarccross |
| ---------------- | ---------------- | ------- | ------- | -------------- | -------------- |
| Année/Classement | Année/Classement | Class.  | Points  | Class.         | Points         |
| 2014             | 2014             | 287e    | 0       | 55e            | 5              |
| 2015             | 2015             | 38e     | 25      | 10e            | 275            |
| 2016             | 2016             | 101e    | 12.33   | 25e            | 148            |
| 2017             | 2017             | 179e    | 4.93    | 37e            | 69             |

#### Détails des victoires
| Édition / Épreuve | Skicross |
| 2018              | Montafon |

### Championnats du monde junior
| Épreuve / Édition                  | Skicross |
| ---------------------------------- | -------- |
| Mondiaux 2012 Chiesa in Valmalenco | 7e       |
| Mondiaux 2013 Chiesa in Valmalenco | 7e       |